# Эбботт, Филип
Фи́лип Э́бботт (англ. Philip Abbott; 21 марта 1923 или 20 марта 1924, Линкольн — 23 февраля 1998, Тарзана, Калифорния) — американский актёр театра, кино и телевидения, изредка выступал как режиссёр телевидения и драматург. Наиболее известен зрителю исполнением роли Артура Уарда, заместителя директора ФБР, в сериале «ФБР» (241 эпизод за 9 лет).

## Биография
Филип Эбботт Александр родился 21 марта 1923 года в городе Линкольн (штат Небраска, США). Сестра — Мэри Хинкли, братья — Джей. Си. Александр и Роберт Александр. Во время Второй мировой войны Филип служил лётчиком на бомбардировщике Consolidated B-24 Liberator. Впервые на телеэкранах появился в 1952 году, дебют актёра на широком экране состоялся в 1957 году в фильме «Холостяцкая вечеринка». Эбботт активно снимался до самой смерти и за 46 лет появился в 123 фильмах и сериалах.
Жена — Джейн Дюфрейн, сыновья — Дэвид Александр (актёр и сценарист) и Нельсон Александр, дочь — Денайс Шумейкер.
Филип Эбботт скончался от рака 23 февраля 1998 года в Лос-Анджелесе (штат Калифорния). Похоронен на кладбище Сан-Фернандо-Мишн.

## Избранная фильмография

### Актёр на широком экране
- 1957 — Мальчишник / The Bachelor Party — Арнольд Крейг
- 1957 — Невидимый мальчик / The Invisible Boy — доктор Том Меррино
- 1962 — Сладкоголосая птица юности[англ.] / Sweet Bird of Youth — доктор Джордж Скаддер
- 1962 — Спиральная дорога[англ.] / The Spiral Road — Фролик
- 1963 — Чудесное спасение белых скакунов[англ.] / Miracle of the White Stallions — полковник Рид
- 1965 — Ох уж эти Каллоуэйзы[англ.] / Those Calloways — Делл Фрейзер
- 1980 — Ангар 18 / Hangar 18 — генерал-лейтенант Фрэнк Моррисон
- 1982 — Улыбки Саванны[англ.] / Savannah Smiles — Прюитт
- 1990 — Первая сила / The First Power — кардинал

### Актёр телевидения
- 1954—1956, 1959, 1961, 1963 — Театр Armstrong Circle[англ.] / Armstrong Circle Theatre — разные роли (в 9 эпизодах)
- 1955, 1956, 1958 — Телевизионный театр Крафта / Kraft Television Theatre — Макс (в 3 эпизодах)
- 1961, 1963 — Сумеречная зона / The Twilight Zone — генерал Стэнли Итон / Крис Бейлс (в 2 эпизодах)
- 1961, 1965 — Перри Мейсон / Perry Mason — Гарри Грант / Эдмонд Эйткен (в 2 эпизодах)
- 1963, 1964 — За гранью возможного / The Outer Limits — профессор Бенедикт О. Филдс / Линкольн Расселл (в эпизодах «Пограничная полоса» и «ЗЗЗЗЗ»)
- 1965 — Диснейленд[англ.] / Disneyland — Эд Барретт (в 4 эпизодах)
- 1965—1974 — ФБР / The F.B.I. — Артур Уард, заместитель директора ФБР (в 241 эпизоде)
- 1976—1977 — Богач, бедняк. Книга 2[англ.] / Rich Man, Poor Man Book II — Джон Франклин (в 5 эпизодах)
- 1978, 1980, 1983 — Медэксперт Куинси[англ.] / Quincy, M.E. — разные роли (в 3 эпизодах)
- 1986 — Молодые и дерзкие / The Young and the Restless — Грант Стивенс (в 18 эпизодах)
- 1988, 1989, 1995 — Она написала убийство / Murder, She Wrote — разные роли (в 3 эпизодах)
- 1995 — Железный человек / Iron Man — Ник Фьюри (в 4 эпизодах, озвучивание)
- 1995, 1996 — Человек-паук / Spider-Man — Уорделл Штромм / Ник Фьюри (в 2 эпизодах, озвучивание)

### Режиссёр телевидения
- 1970—1974 — ФБР / The F.B.I. — 8 эпизодов